# Į̌
Į̌ (minuscule : į̌), appelé I caron ogonek, est une lettre latine utilisée dans l’écriture du han, du kaska, du tagish. Il s’agit de la lettre I diacritée d’un caron et d’un ogonek.

## Représentations informatiques
Le I caron ogonek peut être représenté avec les caractères Unicode suivants : 
- composé et normalisé NFC (latin étendu A, diacritiques)[1],[2] :

| formes    | représentations | chaînes de caractères | points de code | descriptions                                       |
| --------- | --------------- | --------------------- | -------------- | -------------------------------------------------- |
| capitale  | Į̌               | Į◌̌                    | U+012E U+030C  | lettre majuscule latine i ogonek diacritique caron |
| minuscule | į̌               | į◌̌                    | U+012F U+030C  | lettre minuscule latine i ogonek diacritique caron |

- décomposé et normalisé NFD (latin de base, diacritiques) :

| formes    | représentations | chaînes de caractères | points de code       | descriptions                                                   |
| --------- | --------------- | --------------------- | -------------------- | -------------------------------------------------------------- |
| capitale  | Į̌               | I◌̨◌̌                   | U+0049 U+0328 U+030C | lettre majuscule latine i diacritique ogonek diacritique caron |
| minuscule | į̌               | i◌̨◌̌                   | U+0069 U+0328 U+030C | lettre minuscule latine i diacritique ogonek diacritique caron |